# Australian Open 2011 - Quad doppio
Nicholas Taylor e David Wagner erano i detentori del titolo, ma hanno perso in finale per 3–6, 3–6 contro Andrew Lapthorne e Peter Norfolk.

## Tabellone

### Legenda
| - Q = Qualificato - WC = Wild card - LL = Lucky loser | - ALT = Alternate - SE = Special Exempt - PR = Protected Ranking | - w/o = Walkover - r = Ritirato - d = Squalificato |

### Finali
|  | Finale                         |                                |                                |   |   |  |
|  |                                |                                |                                |   |   |  |
|  | Nicholas Taylor David Wagner   | Nicholas Taylor David Wagner   | Nicholas Taylor David Wagner   | 3 | 3 |  |
|  | Andrew Lapthorne Peter Norfolk | Andrew Lapthorne Peter Norfolk | Andrew Lapthorne Peter Norfolk | 6 | 6 |  |